# Маккензи, Линси Дон
Ли́нси Дон Макке́нзи (англ. Linsey Dawn McKenzie; род. 7 августа 1978, Брент, Мидлсекс) — британская порноактриса и модель.
В индустрии порнографии и эротики Л. Д. Маккензи приобрела известность в первую очередь благодаря крупному натуральному размеру груди. Вследствие беременности актриса в начале 2006 года была вынуждена уменьшить объём груди с 80HHH до 70DD. Ныне её размеры тела составляют 117-66-91.

## Биография
Первоначально Маккензи работала как фотомодель для эротических журналов, а также снималась в эротическом кино и лёгких секс-фильмах, прежде чем начала сотрудничать с британской порноиндустрией. Карьеру модели начала в 15-летнем возрасте. Её старшая сестра в 1994 году сделала снимки Линси топлес и разослала их в лондонские модельные агентства. Уже через несколько дней будущую актрису пригласили в фотоателье на профессиональную фотосъёмку. Так как девушка была ещё несовершеннолетней, фотографии делались в купальном костюме (бикини) так, что её груди были лишь слегка приоткрыты.
Первые топлес-фотографии Л. Маккензи появились в день её 16-летия в британской газете The Daily Sport. С этого момента она стала одной из популярнейших в Великобритании эротических «газетных» фотомоделей (так называемых Page Three girls) и, как правило, выступала под псевдонимом Linzi. Сотрудничество с крупными периодическими изданиями продолжилось постоянными публикациями фотографий обнажённой Л. Маккензи в таких британских изданиях, как The Sun, Daily Star, Loaded, Mayfair, Men Only и Whitehouse. Вместе с группой избранных моделей она также совершила стриптиз-тур по Великобритании.
Параллельно с этим актриса снималась в эротических фильмах, где участвовала в танцевальных и стриптиз-ролях в домашней обстановке. Одно из таких ранних видео — например, Linsey Dawn McKenzie and Her Sister — где вместе с Линси снималась и её старшая сестра Элисон, изображает симуляцию лесбийской любви. Фильм был снят, когда сёстрам было 16 и 21 год соответственно. В 2002 он вышел в Великобритании записанным на DVD.
Так как в США, в отличие от Великобритании, позировать для ню-снимков моделям разрешается лишь начиная с 18-летнего возраста, карьера фотомодели в США началась для Линси лишь в 1996 году. В 18 лет она подписала контракт с американским издательским агентством The Score Group, специализирующемся на моделях с большой грудью, и в США в связи с этим вышло эротическое видео Linsey’s 18th Birthday. Со временем фотографии Линси становились всё более откровенными, а впоследствии порнографическими.
В конце 1990-х годов вышло несколько фильмов с участием Маккензи, с симулированными ею секс-сценами, однако которые можно уже рассматривать как порнографические (например, Linsey Dawn McKenzie in Live Sex Video и Linsey Dawn McKenzie and Alison Having Full Sex). В 2000 году она уже участвовала в порнографических съёмках (лесбийского характера) с американской актрисой Отумн Джад. (Linsey’s Lezzie Seduction). Затем вышел фильм Ultimate Linsey (2001), в котором актриса занимается сексом со своим первым мужем, Терри Кэнти. В фильмах Maximum Insertion (2004) и Busty Anal Lovers (2005) Маккензи снята в сценах одиночной или групповой лесбийской любви с различными актрисами, с использованием секс-«игрушек».
Л. Маккензи как в 1990-е, так и в 2000-е годы принимала участие в многочисленных телепрограммах и телешоу на британском (BBC, Television X и др.) и германском телевидении — в Brainiac, I’m Famous and Frightened, Howard Stern Show, Tobi Schlegl и др. В 2003 году режиссёр Джулиан Джонс снял актрису в своём документальном фильме The Curse of Page 3 о жизни фотомоделей.
В 2004 году Линси Маккензи стала моделью года по версии американского журнала Score.
С 2006 года модель второй раз вышла замуж, за бывшего футболиста Марка Уильямса. Имеет ребёнка.
Является мачехой британской порноактрисы Софи Ди.

## Галерея

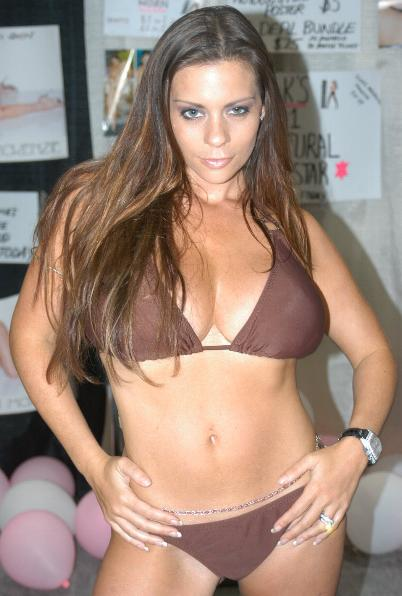
Маккензи после операции по уменьшению груди на Erotica, Лос-Анджелес, 2006 год.
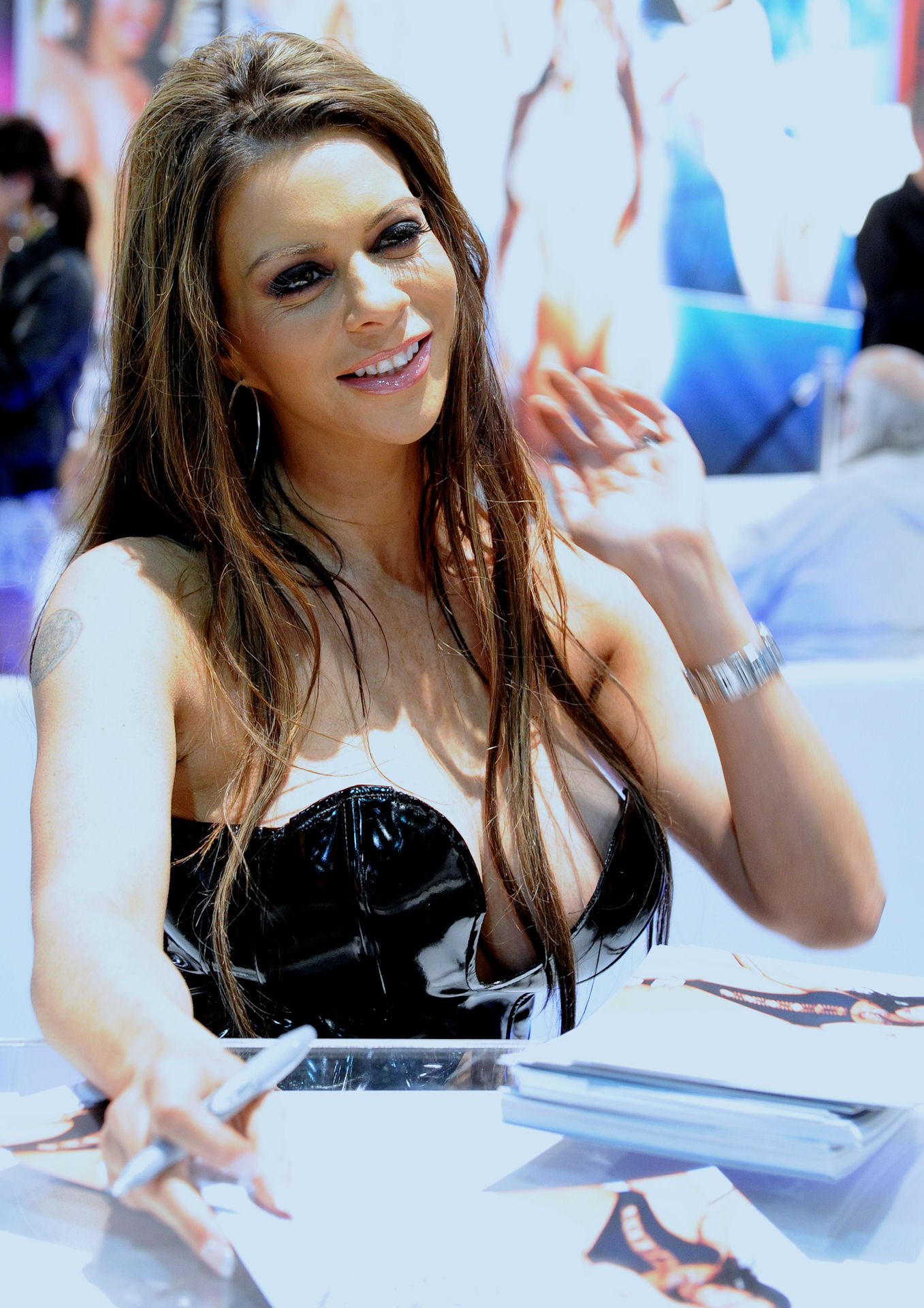
Линси Дон Маккензи на AVN Expo 2011